# Tomás Belmonte
Tomás Belmonte (Lanús, Buenos Aires, Argentina; 27 de mayo de 1998) es futbolista profesional argentino que se desempeña como mediocampista y actualmente juega en C. A. Boca Juniors de la Primera División de Argentina.

## Trayectoria

### Lanús
Surgido las divisiones inferiores en Lanús, equipo de su ciudad natal, a Belmonte fue promovido al primer equipo por Ezequiel Carboni durante la temporada 2017-18 de la Primera División Argentina, debutando profesionalmente durante un encuentro de liga contra Patronato el 27 de enero de 2018.
Marcó su primer gol el 12 de agosto de 2018, en el empate 2–2 frente a Defensa y Justicia.

### Deportivo Toluca
El 25 de julio de 2023, Belmonte se unió al club mexicano Deportivo Toluca.

## Selección nacional
Belmonte representó a Argentina Sub-20 en el Campeonato Sudamericano Sub-20 2017 en Ecuador, jugando cuatro partidos con el combinado nacional, y en la posterior Copa Mundial FIFA Sub-20 2017 en Corea del Sur, aunque en esta competición, no disputó ningún encuentro.
Con el seleccionado Sub-23, fue parte del plantel que ganó el Preolímpico Sudamericano 2020 y que participó en los Juegos Olímpicos 2020.

### Participaciones Sub-20
| Torneo                   | Sede    | Resultado    | Partidos | Goles |
| ------------------------ | ------- | ------------ | -------- | ----- |
| Sudamericano Sub-20 2017 | Ecuador | Cuarto lugar | 4        | 0     |

### Participaciones Sub-23
| Torneo                        | Sede     | Resultado    | Partidos | Goles |
| ----------------------------- | -------- | ------------ | -------- | ----- |
| Preolímpico Sudamericano 2020 | Colombia | Campeón      | 6        | 0     |
| Juegos Olímpicos 2020         | Tokio    | Primera fase | 3        | 1     |

## Estadísticas

### Clubes
Actualizado hasta su último partido disputado el 27 de julio de 2025.
| Club                            | Div.          | Temporada     | Liga  | Liga  | Liga   | Copas nacionales | Copas nacionales | Copas nacionales | Copas internacionales | Copas internacionales | Copas internacionales | Total | Total | Total  |
| Club                            | Div.          | Temporada     | Part. | Goles | Asist. | Part.            | Goles            | Asist.           | Part.                 | Goles                 | Asist.                | Part. | Goles | Asist. |
| ------------------------------- | ------------- | ------------- | ----- | ----- | ------ | ---------------- | ---------------- | ---------------- | --------------------- | --------------------- | --------------------- | ----- | ----- | ------ |
| C. A. Lanús Argentina           | 1.ª           | 2017-18       | 15    | 0     | 1      | —                | —                | —                | 2                     | 0                     | 0                     | 17    | 0     | 1      |
| C. A. Lanús Argentina           | 1.ª           | 2018-19       | 24    | 4     | 2      | 4                | 0                | 0                | 2                     | 0                     | 0                     | 30    | 4     | 2      |
| C. A. Lanús Argentina           | 1.ª           | 2019-20       | 16    | 0     | 0      | 3                | 0                | 1                | 1                     | 0                     | 0                     | 20    | 0     | 1      |
| C. A. Lanús Argentina           | 1.ª           | 2020-21       | —     | —     | —      | 9                | 0                | 0                | 9                     | 5                     | 0                     | 18    | 5     | 0      |
| C. A. Lanús Argentina           | 1.ª           | 2021          | 17    | 1     | 1      | 12               | 2                | 0                | 3                     | 1                     | 0                     | 32    | 4     | 1      |
| C. A. Lanús Argentina           | 1.ª           | 2022          | 17    | 0     | 3      | 10               | 0                | 0                | 7                     | 1                     | 0                     | 34    | 1     | 3      |
| C. A. Lanús Argentina           | 1.ª           | 2023          | 21    | 2     | 0      | —                | —                | —                | —                     | —                     | —                     | 21    | 2     | 0      |
| C. A. Lanús Argentina           | Total club    | Total club    | 110   | 7     | 7      | 38               | 2                | 1                | 24                    | 7                     | 0                     | 172   | 16    | 8      |
| Deportivo Toluca F. C. · México | 1.ª           | 2023-24       | 29    | 2     | 2      | —                | —                | —                | 2                     | 0                     | 1                     | 31    | 2     | 3      |
| Deportivo Toluca F. C. · México | Total club    | Total club    | 29    | 2     | 2      | 0                | 0                | 0                | 2                     | 0                     | 1                     | 31    | 2     | 3      |
| C. A. Boca Juniors Argentina    | 1.ª           | 2024          | 16    | 0     | 0      | 2                | 0                | 0                | 2                     | 0                     | 0                     | 20    | 1     | 0      |
| C. A. Boca Juniors Argentina    | 1.ª           | 2025          | 15    | 0     | 0      | 0                | 0                | 0                | 2                     | 0                     | 0                     | 17    | 0     | 0      |
| C. A. Boca Juniors Argentina    | Total club    | Total club    | 31    | 0     | 0      | 2                | 0                | 0                | 4                     | 0                     | 0                     | 37    | 1     | 0      |
| Total carrera                   | Total carrera | Total carrera | 170   | 9     | 9      | 40               | 2                | 1                | 30                    | 7                     | 1                     | 240   | 19    | 11     |
| 1. 2.                           |               |               |       |       |        |                  |                  |                  |                       |                       |                       |       |       |        |

### Selecciones nacionales
Actualizado hasta su último partido disputado el 28 de julio de 2021.
| Selección         | Año               | Amistosos | Amistosos | Amistosos | Eliminatorias | Eliminatorias | Eliminatorias | Continental | Continental | Continental | Mundial | Mundial | Mundial | Total | Total | Total  |
| Selección         | Año               | Part.     | Goles     | Asist.    | Part.         | Goles         | Asist.        | Part.       | Goles       | Asist.      | Part.   | Goles   | Asist.  | Part. | Goles | Asist. |
| ----------------- | ----------------- | --------- | --------- | --------- | ------------- | ------------- | ------------- | ----------- | ----------- | ----------- | ------- | ------- | ------- | ----- | ----- | ------ |
| Sub-20 Argentina  | 2017              | ―         | ―         | ―         | ―             | ―             | ―             | 4           | 0           | 0           | ―       | ―       | ―       | 4     | 0     | 0      |
| Sub-20 Argentina  | Total             | 0         | 0         | 0         | 0             | 0             | 0             | 4           | 0           | 0           | 0       | 0       | 0       | 4     | 0     | 0      |
| Sub-23 Argentina  | 2019              | 1         | 0         | 0         | ―             | ―             | ―             | ―           | ―           | ―           | ―       | ―       | ―       | 1     | 0     | 0      |
| Sub-23 Argentina  | 2020              | ―         | ―         | ―         | ―             | ―             | ―             | 6           | 0           | 0           | ―       | ―       | ―       | 6     | 0     | 0      |
| Sub-23 Argentina  | 2021              | 3         | 0         | 0         | ―             | ―             | ―             | ―           | ―           | ―           | 3       | 1       | 0       | 6     | 1     | 0      |
| Sub-23 Argentina  | Total             | 4         | 0         | 0         | 0             | 0             | 0             | 6           | 0           | 0           | 3       | 1       | 0       | 13    | 1     | 0      |
| Total selecciones | Total selecciones | 4         | 0         | 0         | 0             | 0             | 0             | 10          | 0           | 0           | 3       | 1       | 0       | 17    | 1     | 0      |
| 1. 2.             |                   |           |           |           |               |               |               |             |             |             |         |         |         |       |       |        |

## Palmarés

### Campeonatos internacionales
| Título                   | Club (*)         | Sede     | Año  |
| ------------------------ | ---------------- | -------- | ---- |
| Preolímpico Sudamericano | Argentina Sub-23 | Colombia | 2020 |

(*) Incluyendo la selección.

### Distinciones individuales
| Distinción                                     | Año  |
| ---------------------------------------------- | ---- |
| Parte del Equipo Ideal de la Copa Sudamericana | 2020 |